# Beuron

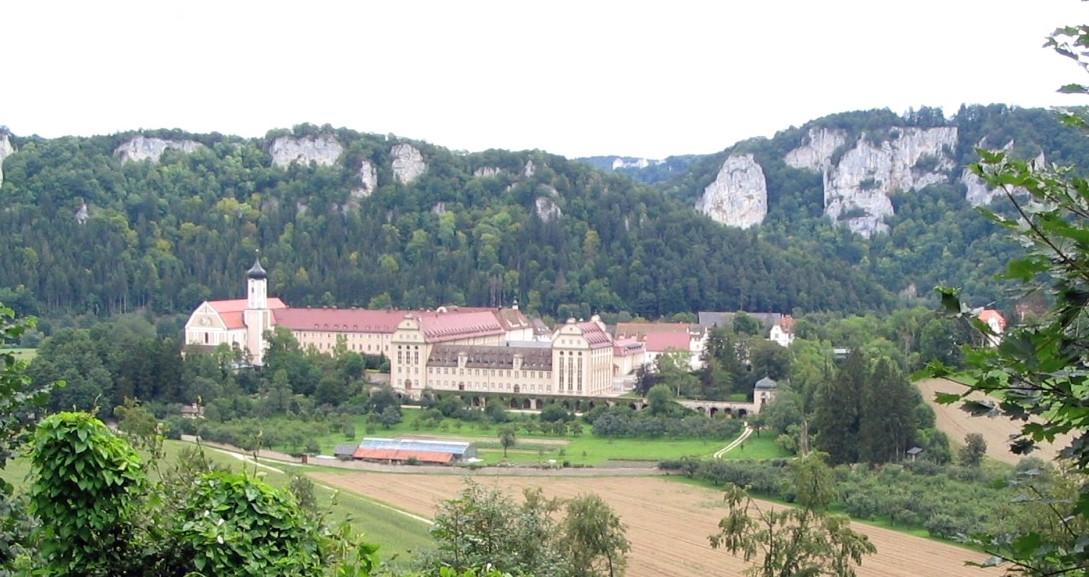
Klasztor w Beuron

Beuron – miejscowość i gmina w Niemczech, w kraju związkowym Badenia-Wirtembergia, w rejencji Tybinga, w regionie Bodensee-Oberschwaben, w powiecie Sigmaringen, wchodzi w skład związku gmin Sigmaringen. Leży w Jurze Szwabskiej, nad Dunajem, ok. 20 km na zachód Sigmaringen.
W Beuron zlokalizowany jest klasztor benedyktyński. Opactwo to odegrało znaczącą rolę w formacji duchowej Edyty Stein w latach 1927–1933, przed wstąpieniem do karmelitanek.

## Dzielnice
Do gminy należą następujące dzielnice (niem. Ortsteile):
- Hausen im Donautal
- Langenbrunn
- Neidingen
- Thiergarten